# Mickaël Bourgain
Mickaël Bourgain, född 28 maj 1980 i Boulogne-sur-Mer, Frankrike, är en fransk tävlingscyklist som tog OS-guld i linjeloppet vid olympiska sommarspelen 2008 i Peking.